# Piramida Senusereta III

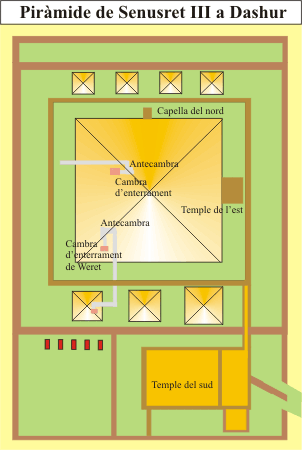
Plan piramidy Senusereta III

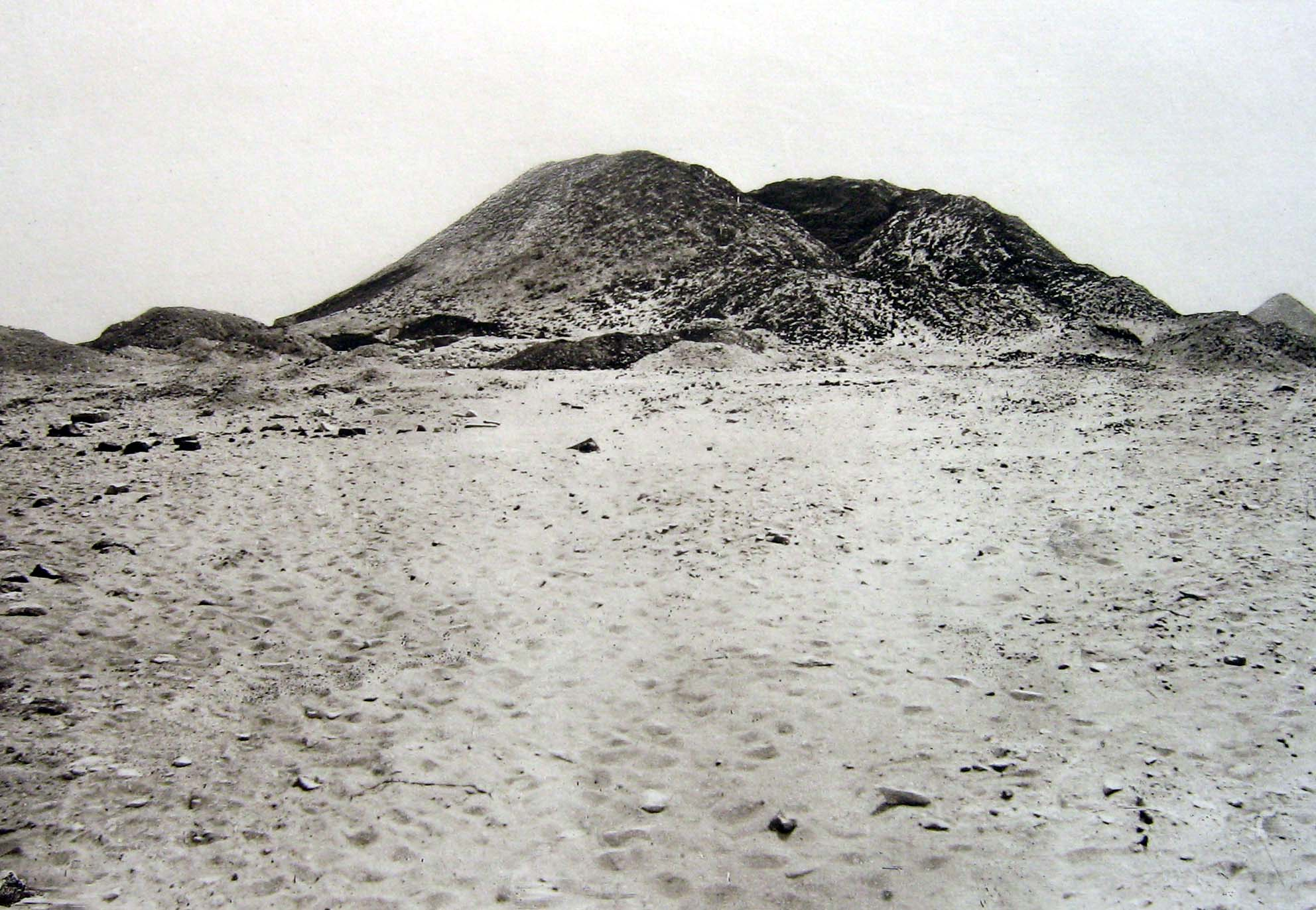
Piramida Senusereta III w końcu XIX wieku

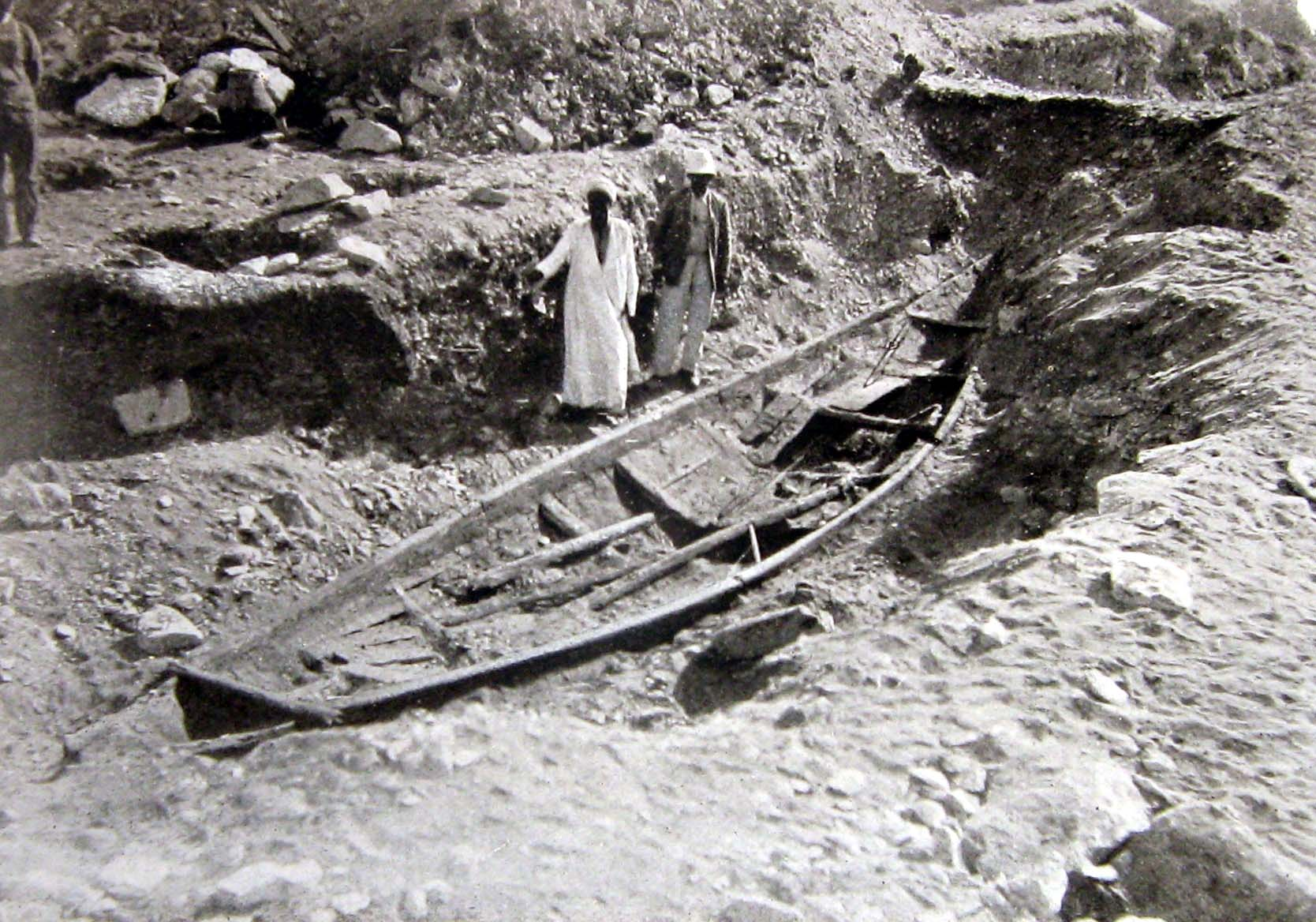
Łódź znaleziona w pobliżu piramidy Senusereta III

Piramida Senusereta III – piramida w Dahszur zbudowana dla Senusereta III, faraona z XII dynastii.
Rdzeń piramidy został wykonany z cegły mułowej (mniej trwałej od kamienia). Rdzeń następnie pokryto okładziną z białego wapienia.
Komora grobowa leżała na północny zachód od osi piramidy. Ściany komory zostały wykonane z granitu i pokryte cienką warstwą tynku. Sarkofag stał na zachodniej ścianie komory.
Północna kaplica została zaprojektowania tak, aby złodzieje myśleli, że tam znajduje się wejście do piramidy. Prawdziwe wejście znajdowało się na zachód od budowli.
Przy wschodniej ścianie piramidy znajduje się świątynia grobowa.
Obok piramidy położonych jest siedem piramid: cztery na północ i trzy na południe od piramidy. Zostały wybudowane dla Sithathor, Ment, Merit i Senet-senebti oraz królowej Weret.